# Voïvodie de Łomża
Pour les articles homonymes, voir Łomża (homonymie).
La voïvodie de Łomża (en polonais Województwo łomżyńskie) était une unité de division administrative et un gouvernement local de Pologne entre 1975 et 1998. 
Elle était issue de la division de la voïvodie de Podlachie. Elle fut remplacée en 1999 par la voïvodie de Mazovie à la suite d'une loi de 1998 réorganisant le découpage administratif du pays.. 
Sa capitale était Łomża.

## Gouvernance
| Ordre | Période                       | Nom                 |
| ----- | ----------------------------- | ------------------- |
| 1     | Juin 1975 – Octobre 1986      | Jerzy Ziętara       |
| 2     | Octobre 1986 – Août 1990      | Marek Strzaliński   |
| 3     | Août 1990 – Août 1991         | Franciszek Adamiak  |
| 4     | Août 1991 – Mai 1994          | Jerzy Brzeziński    |
| 5     | Mai 1994 – Décembre 1997      | Mieczysław Bagiński |
| 6     | Décembre 1997 – Décembre 1998 | Sławomir Zgrzywa    |

## Villes principales
Recensement du 31.12.1998
- Łomża – 64 605
- Zambrów – 23 879
- Grajewo – 22 966
- Kolno – 11 180
- Wysokie Mazowieckie – 9 562
- Szczuczyn – 3 600
- Stawiski – 2 500
- Nowogród – 2 000
- Jedwabne – 1 900
- Goniądz – 1 900
- Rajgród – 1 700

## District (Powiat)
La Voïvodie de Łomża était constituée des powiaty (pluriel de Powiat) suivantes :
- Powiat de Grajewo - gminy: Goniądz, Grajewo, Radziłów, Rajgród, Szczuczyn, Trzcianne , Wąsosz et la ville de Grajewo

- Powiat de Kolno - gminy: Grabowo, Kolno, Mały Płock, Stawiski, Turośl et la ville de Kolno.

- Powiat de Łomża - gminy: Jedwabne, Łomża, Miastkowo, Nowogród, Piątnica, Przytuły, Śniadowo, Wizna et la ville de Łomża.

- Powiat de Wysokie Mazowieckie - gminy: Ciechanowiec, Czyżew-Osada, Klukowo, Kobylin-Borzymy, Kulesze Kościelne, Nowe Piekuty, Perlejewo, Sokoły, Szepietowo, Wysokie Mazowieckie et la ville de Wysokie Mazowieckie.

- Powiat de Zambrów - gminy: Andrzejewo, Boguty-Pianki, Kołaki Kościelne, Nur, Rutki, Szulborze Wielkie, Szumowo, Zambrów, Zaręby Kościelne, Zawady et la ville de Zambrów.